# (39502) 1981 EE36
1981 إي إي 36 (ويعرف أيضًا باسم (39502) 1981 إي إي 36 وفق تسمية الكوكب الصغير) (بالإنجليزية: 1981 EE36)‏؛ هو كويكب ضمن حزام الكويكبات.
اكتُشف هذا الجُرم الفلكي بواسطة شيلت جون بوبي في 6 مارس 1981، وترتيبه 39502 من حيث الاكتشاف.

## الوصف
اكتُشف 395021981EE في 6 مارس 1981 في مرصد سايدنغ سبرينغ، الواقع في وارومبونغل، نيوساوث ويلز في أستراليا، بواسطة عالم الفلك الأمريكي شيلت جون بوبي. وقد رصد المشروع 930 مشاهدة للكويكب إلى غاية 9 نوفمبر 2021 بتوقيت منطقة المحيط الهادئ، أي في مدة قدرها 14,842 يومًا (40.7 عام). تستغرق الفترة المدارية للكويكب 1,890 يومًا (5.2 عام).

## الخصائص المدارية
يتميز مدار هذا الكويكب بنصف محور رئيسي يبلغ 3 وحدة فلكية، وحضيض قدره 2.81 وحدة فلكية، وانحراف قدره 0.0615 وزاوية ميلان 9.34 درجة بالنسبة لمسار الشمس. بسبب هذه الخصائص، أي نصف المحور الرئيسي بين 2 و3.2 وحدة فلكية وحضيض أكبر من 1,666 وحدة فلكية، يُصنف هذا الجُرم الفلكي وفقًا لقاعدة بيانات مختبر الدفع النفاث لأجرام النظام الشمسي الصغيرة كائنًا من حزام الكويكبات الرئيسي.

## وصلات خارجية
- (39502) 1981 EE36 في قاعدة بيانات مختبر الدفع النفاث لأجرام النظام الشمسي الصغيرة

- الاكتشاف · مخطط المدار ·  العناصر المدارية · المعلمات المادية

- (39502) 1981 EE36 على موقع ويكي سكاي: DSS2, SDSS, GALEX, IRAS, Hydrogen α, X-Ray, Astrophoto, Sky Map, Articles and images